# イバン・アマジャ
イバン・アマジャ・カラーソ（Iván Amaya Carazo、1978年9月3日 - ）は、スペイン・マドリード出身の元サッカー選手、現サッカー指導者。現役時代のポジションはDF。

## 経歴
ラージョ・バジェカーノのカンテラ出身。1998-99シーズンにトップチームデビューを果たし、同シーズンのプリメーラ・ディビシオン昇格を経験して迎えた2000年のシドニーオリンピックでは、CBのレギュラーとしてチームの大会準優勝に貢献した。この活躍を買われて同年にアトレティコ・マドリードへと引き抜かれるが、定位置確保は出来なかった。
2002年の夏にはプリメーラのRCDエスパニョールに移籍するが、ここでも控えに止まり、わずか1シーズンで退団してセグンダのヘタフェCFに加入する。ヘタフェの1シーズン目はリーグ戦40試合に出場してクラブのプリメーラ復帰に大きく貢献したが、自身3度目の挑戦となるプリメーラの舞台ではまたもやベンチに回る時間が多くなってしまった。ヘタフェ退団後は、主にセグンダのクラブを転々とし、2015年に地元マドリードのアマチュアクラブであるCDプエルタ・ボニータで現役を引退した。

## 人物
弟のアントニオ・アマジャも同じくサッカー選手であり、プリメーラ・ディビシオンのみでは通算100試合に出場した。また、アマジャ兄弟は自身がロマの家系であることを公表している。